# Guardia Civil del Perú
La Benemérita Guardia Civil del Perú (BGCP) fue el cuerpo de policía uniformada de ese país, cuyo objetivo era el mantenimiento del orden público mientras no se requiera el empleo de la Fuerza Armada, la prevención de los delitos y faltas, la protección de las personas y de sus bienes, el mantenimiento de la libre circulación en la vía pública y el control del tránsito vehicular, entre otras. Dependía del Ministerio del Interior (ex Ministerio de Gobierno y Policía).

## Historia
Es en la época republicana donde la policía comienza a definirse como una institución con misión y funciones propias.
Los primeros Cuerpos de Policía aparecen formando parte de las Fuerzas Armadas, en el período de 1825 a 1839. Los serenos y celadores tienen a su cargo, en esta etapa, funciones de policía.

### Los Primeros Custodios del Orden y Cuerpos Policiales
Luego de la proclamación de la independencia del Perú en 1821 por el Libertador General don José de San Martín se crea la Guardia Cívica, con la finalidad de que esta mantenga el orden público, teniendo como Inspector General de todas las Guardias Cívicas a Don José Bernardo de Tagle y Portocarrero, Marqués de Torre Tagle, quien posteriormente ejercería el Supremo Gobierno entre 1823 - 1824, con el título de Supremo Delegado (19 de enero al 21 de agosto de 1822), y después de dictarse el Estatuto Provisorio del 8 de octubre de 1821, en cuyo artículo 4º de la Sección Segunda, ya se establece que se “Formara reglamentos para el mejor servicio y organización de las Fuerzas navales y terrestres, comprendiendo en ellos la milicia del Estado”, y en este artículo 3º de la Sección Quinta, que señala que “Los presidentes (que en los departamentos eran los ejecutores de las órdenes del gobierno) son los jueces de policía que velaran por la observancia de la moral pública y todo lo que tenga relación con el adelantamiento de los pueblos”; se dan seguidamente, entre otros menos importantes, los Decretos de 16 de octubre de 1822, y los de 16 de julio y 8 de octubre de 1823, por los que se norman elementalmente los servicios de policía a cargo de “Comisarios” y “Decuriones”, conservando el apoyo de los viejos “Alcaldes de Barrio”, y más tarde, el 12 de noviembre del mismo año, en la Constitución Política de esta fecha, se instituyen tres Ministerios: de Gobierno y Relaciones Exteriores, el de Guerra y Marina y el de Hacienda, poniéndose el ejercicio de la función policial bajo competencia del Ministerio de Gobierno. También apareció en esta época una policía secreta conocida como la Brigada Civil, la que tenía como misión dar cuenta de aquellos que conspiraran contra la causa de la Independencia, con agentes infiltrados en la administración del nuevo gobierno como en el mismo Ejército.
Aun cuando en esta ley fundamental se establecía que el Gobierno político estaba a cargo de los Prefectos en los departamentos, de los Intendentes en las provincias y de los Gobernadores en los distritos, se preveía, con el fin de mantener la seguridad y el orden público, que las Municipalidades tuvieran a cargo “la policía de orden”. Pero en el artículo 165º, aclaraba: “Constituyen la fuerza armada de tierra: el ejercito de línea, la milicia cívica y la guardia de policía”. Agregando en el artículo 177º, que “Se creara una guardia de policía en todos los departamentos que lo exijan conforme a sus necesidades”.
Simón Bolívar, por Decreto del 7 de enero de 1825, dispuso que en cada capital de los departamentos se levante una fuerza cívica, con el fin de conservar el orden público en cada una de las regiones y pueblos, constituyendo la reserva del Ejército del Perú. Su organización fue netamente militar.
Por reglamento del mismo año, la Guardia de Policía, creada por la Constitución, adquiere definitiva fisonomía militar, formando parte de la Fuerza Armada. Y se crean las Compañías y Piquetes de Veteranos, estableciéndose en las ciudades y en el campo, incluso con fuerzas policiales a caballo.
El 9 de diciembre de 1826, se expide la Constitución Vitalicia, que en su Artículo 132º establece que "Las atribuciones de los Prefectos, Subprefectos, Gobernadores y Alcaldes serán determinadas por la ley, para mantener el orden y seguridad pública, con subordinación gradual al Gobierno Supremo." independizando de esta manera la función policial del gobierno municipal (que era rezago de la época virreinal), pasando esta al Ministerio de Gobierno por intermedio de las Prefecturas.
El 20 de diciembre de 1826, se aprobó y ordenó el cumplimiento del Proyecto Reglamentario de Policía para la Ciudad de Bolívar. Se trataba en realidad de Trujillo, capital del Departamento de La Libertad, a la que se le cambió de nombre por mandato del Congreso del 9 de marzo de 1825 y que le fue restituido el 13 de julio de 1827.
Era un reglamento exclusivo y local.
El 20 de enero de 1827 se dicta un “Reglamento Provisional de Policía”, manuscrito y rubricado por el propio Presidente del Consejo del Gobierno, Mariscal don Andrés de Santa Cruz.
En 1834 –el Reglamento tiene fecha 10 de septiembre-, reaparecen los “Serenos”, adecuadamente armados y uniformados. A poco el “Reglamento de Arequipa” crea los Inspectores y los Celadores, y las fuerzas del orden y seguridad interna pasan a órdenes del Intendente de Policía de Lima y de los Sub-Prefectos en provincias.
Por su parte, Andrés de Santa Cruz extendió la acción policial por todo el territorio. Implantó la contribución del serenazgo municipal; precisamente para el pago de los empleados llamados serenos que prestaban una permanente vigilancia.  
El Gran Mariscal don Agustín Gamarra, en Huancayo, el 11 de noviembre de 1839, decretó un superado Reglamento de Policía, en el que, a lo largo de sus 279 artículos y 80 adicionales, se ponen las fuerzas al mando del Intendente de Policía, se reorganiza el Cuerpo de Serenos y Vigilantes, se establecen categorías de Comandante, Tenientes y Cabos, Serenos y Vigilantes, se divide Lima en diez distritos y se pormenoriza las distintas funciones que serán de su competencia.
En 1845, el General don Ramón Castilla, Presidente de la República, dispone una nueva organización de la Guardia Nacional, distribuyéndola en todos los departamentos, dicta nuevas normas y una reglamentación encaminada a delimitar funciones de las autoridades políticas y la Inspección General de la expresada fuerza.

### Creación de la Gendarmería
En el gobierno de José Rufino Echenique (1851 -1854) por Decreto Supremo del 14 de abril de 1852 se reorganiza las Fuerzas de Policía en un solo Cuerpo y se crea la Gendarmería, como Fuerza Policial armada, estableciéndose Piquetes de Gendarmes a cargo de Oficiales del ejército, que pasaron a formar los cuadros de estas unidades. Se crearon también los llamados “Cuarteles Ambulantes”.
El mismo año de su creación (1852) entraron en funciones 8 Compañías de Gendarmes de Infantería y un Regimiento de Gendarmes de Caballería con 4 Escuadrones.
Las primeras disposiciones sobre Gendarmería se promulgan en 1853
En 1855, el Gran Mariscal don Ramón Castilla reorganizó la Gendarmería, refundiendo en ella los cuerpos de policía existentes y estableció estrictos requisitos de ingreso e incremento sus efectivos.
Al año siguiente Castilla, continuando con la reorganización de la Gendarmería, expide el Decreto del 7 de abril de 1856, el cual dispone que'“Los cuerpos de policía y de vigilantes que existen hoy, se reunirán en uno solo que con el nombre de Gendarmes se empleará exclusivamente en mantener la seguridad pública; constará de dos regimientos, uno de infantería y otro de caballería, el primero compuesto de dos batallones y el segundo de cuatro escuadrones"
Del Regimiento de Gendarmes de Infantería (compuesto de 2 batallones) sería el Batallón de Gendarmes de Infantería N.º 1, que tomaría como sede el Cuartel “Sacramentos de Santa Ana”, ubicado en la calle del mismo nombre y aledaño a la Plaza Italia, en Barrios Altos, Lima, hoy ocupado por el Centro Educativo Estatal N.º 1168 “Héroes del Cenepa”, el que se denominaría "Guardia Republicana" el 7 de agosto de 1919.
En cuanto al Batallón de Gendarmes de Infantería N.º 2, este tomaría como sede el Cuartel “San Lázaro”, ubicado en la antigua calle "Matamoros" (actual cuadra 5 del jirón Trujillo), en el distrito del Rímac, Lima, hoy ocupado por la Institución Educativa Estatal N" 3021 "San Juan Macías".
En 1856, el Encargado del Gobierno, Dr. Juan del Mar, crea una Compañía de 120 “Celadores”, para cuidar Lima.
El 2 de julio de 1863, la Intendencia de Policía de Lima, hace públicas sus instrucciones a las fuerzas rurales de la Capital, por las cuales “después de la primera ronda se situaran las “partidas” en los cruceros de los caminos en donde regularmente acuden los pasajeros y existe el riesgo de ser asaltados, debiendo verificarlo la del Valle de Ate, en la Cruz de Yerbateros, la de Miraflores, en Balconcillo, la de Magdalena, en los tres puentes, la de La Legua, en el Tambo, la de Carabayllo, en repartición, la de Lurigancho, en Flores y la de Lurín en el Puente de San Pedro.”

### La Reforma Policial de 1873
Por el Decreto Supremo rubricado el 31 de diciembre de 1873, con autorización legislativa del 3 de abril de 1874, el Presidente Manuel Pardo, reorganizó los Cuerpos Policiales existentes, considerando 3 ramas, en la forma siguiente:
- Organización del Vecindario, integrado por los vecinos, contra malhechores, a cargo de los Alcaldes.
- Servicios Especiales de Policía, integrado por la:
  - Policía de Seguridad, en mercados y lugares públicos.
  - Policía de Establecimientos.
  - Policía Rural.
  - Guardias de Cárceles.
  - Policía de Puertos, reglamentada por la Marina.
- Organización de la Fuerza Pública permanente, para la conservación del orden, prevención de los delitos en las ciudades y otros.[5]

### Creación de la Guardia Civil
El Decreto Supremo rubricado el 31 de diciembre de 1873 se refiere también a las “Comisarías Urbanas y Rurales” y de la Fuerza Regular de Policía dividida en Gendarmería y Guardia Civil.
De esta manera nace la Guardia Civil del Perú, al expedirse dos Decretos Supremos rubricados: el 31 de diciembre de 1873 (publicado en el Diario Oficial “El Peruano” el 28 de enero de 1874) y el 23 de marzo de 1874 disponiendo su creación.
Luego serían emitidas las Resoluciones Supremas de fechas 27 de abril, 3, 8 y 12 de mayo, 23 y 25 de junio, 8, 10, 26 y 30 de septiembre y, 9 de noviembre de 1874; y, 9 y 21 de abril y 24 de mayo de 1875, disposiciones legales que se refieren a la distribución en toda la República, Reglamentos de Servicios, de Uniformes, Derechos, Obligaciones, Haberes, Sanciones y otros, de la Guardia Civil y de la Gendarmería, como fuerzas integrantes de la Policía peruana y con jurisdicción en todo el territorio nacional
Manuel Pardo y Lavalle ratifica la organización de la Gendarmería y su carácter netamente militar, pero destinada a cumplir funciones del mantenimiento del orden y la seguridad.
El nuevo Cuerpo Policial denominado Guardia Civil, tendría la labor de prestar seguridad y vigilancia a los ciudadanos, mientras que la Gendarmería mantendría la seguridad y vigilancia de los edificios públicos, de las cárceles y de los miembros del gobierno.
El 9 de noviembre de 1874, el Presidente Manuel Pardo y Lavalle creó la Escuela de Instrucción de la Guardia Civil, la misma que estuvo formada por una Compañía de 50 plazas en el Batallón de Gendarmes de Infantería de Lima.
Los grados policiales jerárquicos eran: Comisario, Jefe, Comandante de Guardias, Mayor de Guardias, Inspector de Guardias, Subinspector de Guardias, Guardia de 1.ª Clase, Guardia de 2.ª Clase y Corneta.
Aunque el Congreso de 1873 había autorizado al Ejecutivo a dar de alta a un efectivo de cinco mil Policías, se inició el servicio con 1912 Guardias Civiles y 1640 Gendarmes, distribuidos en 19 departamentos de la República, entre los que se contaba la Provincia Litoral de Tarapacá, colindante por el sur con el departamento boliviano de Atacama.

#### La Guardia Civil en la guerra del guano y del salitre
Al estallar la guerra con Chile el gobierno peruano dispuso la creación de nuevos cuerpos militares para hacer frente al adversario. Los primeros en ser llamados a las filas del ejército fueron los guardias civiles de distintas ciudades, que por su entrenamiento y las características propias de su oficio, se encontraban en una situación equiparable a la de los soldados del Ejército de línea.
El Coronel Alejandro Bezada, a la sazón Prefecto de Arequipa, organizó con gran diligencia una División de 560 hombres, cuyo mando asumió el mismo, poniéndose en marcha hacia el sur, en la primera quincena de abril de 1879. Estas fuerzas la integraban dos columnas de la Guardia Civil de Arequipa, la Gendarmería de Arequipa y Puno y la Guardia Nacional de Arequipa, las mismas que después formaron con el Batallón “Ayacucho” la Tercera División del Ejército Peruano del Sur
De esta manera se formó el Batallón Guardias de Arequipa, integrado por seis Compañías de la Guardia Civil y una Columna de Gendarmes, con un total de 560 hombres.
El Coronel Alejandro Bezada poco después de su arribo a Iquique falleció accidentalmente, siendo reemplazado por el Coronel Manuel Carrillo y Ariza.
Al fallecer el Coronel Bezada, la Tercera División del Ejército del Sur pasó a ser comandada por el Coronel Francisco Bolognesi Cervantes.
El 2 de noviembre de 1879 se lleva a cabo la acción de Pisagua, en la que toman parte 240 guardias nacionales y una columna de gendarmes del puerto.
Cuando se tuvo noticia de la toma del puerto peruano de Pisagua el Batallón Guardias de Arequipa marchó para hacer frente a la invasión chilena.
Durante la Guerra del guano y del salitre con Chile, la Guardia Civil del Perú tuvo una participación notable combatiendo junto al Ejército del Perú y es en la Batalla de Tarapacá donde sobresale el Guardia Civil Mariano Santos Mateo cuya acción fue decisiva para que el Ejército del Perú obtenga la victoria en dicha acción de armas. Mariano Santos Mateo, el Valiente de Tarapacá, perteneció al Batallón de Infantería "Guardias de Arequipa" N.º 25, Unidad compuesta por 6 Compañías de Guardias Civiles, y en esa batalla logró capturar, para las armas peruanas, la coronela regimentaria (bandera) del Regimiento "2.º de Línea" de la Infantería del ejército adversario siendo felicitado por su acción y ascendido al grado policial de Inspector de Guardias de la Guardia Civil del Perú.
En la batalla del Alto de la Alianza los Guardias Civiles de Tacna estuvieron en la línea de batalla en el segundo escalón a la derecha; los Gendarmes en el sector tres a la derecha, junto a las demás tropas de caballería al mando del coronel Gonzáles, y los Guardias Nacionales de Arequipa, formando la V División al mando del coronel Herrera, ocuparon la reserva en el centro del dispositivo. La acción de todas estas tropas fue decidida habiendo presentado numerosas bajas.
Según relata el historiador peruano Jorge Basadre en la campaña de Lima, los combatientes peruanos defensores de Lima fueron armados con rifles rémington encontrándose entre estos la Guardia Chalaca, la Guardia Civil y la Columna de Camareros, formando el III Cuerpo de Ejército a órdenes del Coronel Justo Pastor Dávila. Hubo una unidad de policía llamada "columna volante", integrada por cinco columnas de la Guardia Civil, que en la batalla de San Juan, el 13 de enero de 1881, ocupó el centro del dispositivo; otra columna de la Guardia Civil, a órdenes del Comisario Nerón, fue adelantada con la misión de defender el cuello formado por los cerros Papa y Mina o Volcán. Otras dos columnas de la Guardia Civil permanecieron al lado de las tropas del Ejército de línea en el cerro Monterrico Chico a órdenes del coronel Velarde.

### Reorganización

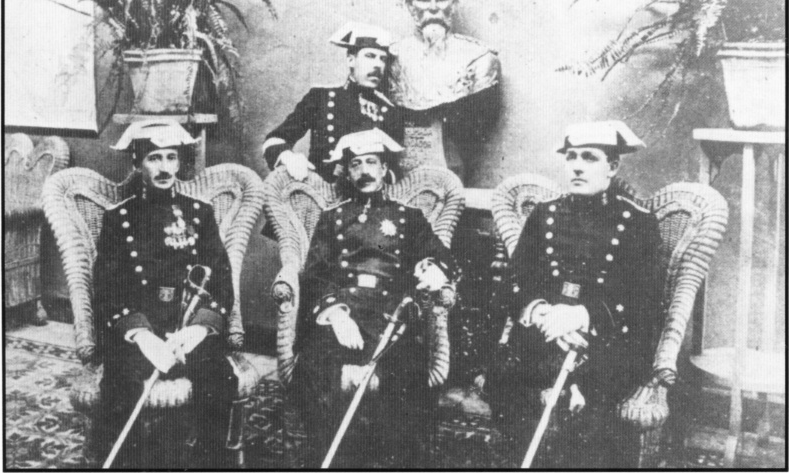
Primera misión de la Guardia Civil española que en 1922 reorganizó a la Policía de Perú

La conformación de la antigua policía duró hasta 1919, año en que en el segundo gobierno de Augusto B. Leguía se decidió reorganizarla mediante el Decreto Ley N.º 1163 expedido el 7 de agosto de 1919. Entre otros aspectos se disponía el establecimiento de una "Escuela de Policía para los aspirantes a Oficiales e individuos de la institución”.
Como el propósito del presidente Leguía era tomar como modelo a la Policía de España, solicita al gobierno de Su Majestad Católica el rey Alfonso XIII, el envío a la capital del Perú de una Misión de Policía española para organizar e instruir en el Perú a la Policía de la república. Leguía mediante Resolución Suprema del 4 de abril de 1921, dispone se contrate una Misión de la Benemérita Guardia Civil de España, con la finalidad de establecer las bases sobre las que debería formarse la Guardia Civil del Perú, lo que se concretó, y se puso en marcha, al suscribirse en Madrid, el 1 de octubre de 1921, el acuerdo diplomático por el que se contrataba los servicios de una Misión de la Benemérita Guardia Civil Española, la misma que el 22 de noviembre de 1921 llegó a la capital del Perú y estuvo presidida por el entonces Teniente Coronel GCE Señor Pedro Pueyo España. Completaban la misión el Capitán GCE Señor Bernardo Sánchez Visaires, el Teniente GCE Señor Adolfo Carretero Parreño, que por enfermedad tuvo que volver a España, siendo reemplazado por el de igual clase Teniente GCE Señor Fernando Gómez Ayau y el Sargento 1.º GCE Señor José Gómez Hernández (primer instructor de Guardias).
Esta misión policial española, después de instalarse, se dedicó al trabajo de planificación y formulación de los proyectos para la reforma de la policía, entregando, al mes de su llegada, la documentación respectiva, el 21 de enero de 1922, habiendo presentado al presidente Leguía y al ministro de Gobierno y Policía Germán Leguía y Martínez, 14 proyectos de ley que comprenden el plan completo de reorganización de los cuerpos de Guardia Civil, Seguridad y Vigilancia de toda la república. Dicho trabajo fue de la aprobación del presidente Leguía, quien consideró el plan proyectado en los 14 referidos proyectos, el único hacedero para la reorganización, por sus excelentes formas de adaptación y por la economía que, a pesar del mejoramiento de todos los servicios, suponía.
La Guardia Civil y Policía, como nueva Institución Policial Peruana, tenía naturaleza, carácter y organización militar y así fue estructurada porque fue creada, con los mismos principios doctrinarios de la Guardia Civil de España, por la Misión de la Guardia Civil de España la cual trajo y aplicó los mismos reglamentos de la Guardia Civil de España, entre estos: La Cartilla del Guardia Civil, donde en su Art. 1º señalaba, que: El honor ha de ser la principal divisa del Guardia Civil, debe por consiguiente conservarlo sin mancha. Una vez perdido no se recobra jamás, su Reglamento Militar, que estaba, con respecto al Régimen del Personal, relacionado con su situación, ascensos, beneficios y otros; su Reglamento para el Servicio en Tiempo de Paz, en el cual la Guardia Civil de Perú estaba organizada, al igual que la Guardia Civil de España, en Comandancias, Sectores, Líneas y Puestos, siendo estos últimos los que realizaban su servicio policial mediante correrías, que llegaban hasta el último rincón del país, su Reglamento de Campaña, su Reglamento Interno, para el aspecto disciplinario, sus Manuales de Criminalística, de Procedimientos en Materia Criminal, de Documentación Policial y Administrativa (se introdujeron por primera vez los términos de Atestado, Información Sumaria y otros). La Guardia Civil del Perú también heredó de la Guardia Civil Española su monograma con las letras G.C. entrelazadas, pero lo más notable de la labor de la Misión Española de Policía, fue el aspecto moral y material que realizó en la captación del personal, el cual fue rigurosamente seleccionado, con elementos idóneos; presentables; con instrucción mínima; porte militar y con recia personalidad; sujetos a una severa y rigurosa disciplina militar, de tal modo que a todos los integrantes de la Guardia Civil y Policía, desde el Oficial de la más alta graduación hasta el último Guardia, se les pueda dar autoridad; con todas las garantías inherentes a esta, y estabilidad en el puesto.
Los Oficiales, que vinieron a la Guardia Civil y Policía, eran egresados de la Escuela Militar de Chorrillos y para causar alta en ella canjearon sus despachos respectivos, ellos, a diferencia del personal subalterno, egresaban de la Escuela de Oficiales de la Guardia Civil y Policía como Oficiales de la Guardia Civil y Policía capacitados para comandar a los tres Cuerpos Policiales (Seguridad, Guardia Civil e Investigación y Vigilancia), por cuanto la especialización solo se dio a nivel de Personal Subalterno (i.e. Personal de Tropa de los Cuerpos de Seguridad y de la Guardia Civil y Personal Técnico de Investigadores de la Brigada de Investigación y Vigilancia). Para darle a la Guardia Civil y Policía categoría de Fuerza Armada esta era considerada como un arma del Ejército y su personal de Oficiales formaba parte del Escalafón Militar, debiendo figurar, en él, a continuación de los Oficiales del Arma de Artillería, pero lo más importante fue su autonomía, con respecto a las autoridades políticas, en la que solo para los asuntos del servicio policial dependían del Ministerio del Gobierno y Policía (ahora Ministerio del Interior) mientras que los asuntos disciplinarios, administrativos, ascensos, bajas, cambios de colocación del personal, suministros y otros, eran atribuciones exclusivas de la Dirección General de la Guardia Civil y Policía y que en todo caso reportaba al Ministerio de Guerra.

### Creación de la Escuela de Policía de la República

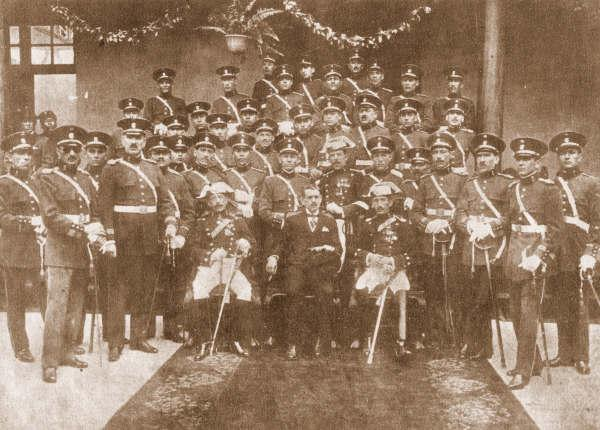
Primera Promoción de Oficiales egresada de la Escuela de la Guardia Civil y Policía el 3 de septiembre de 1923.

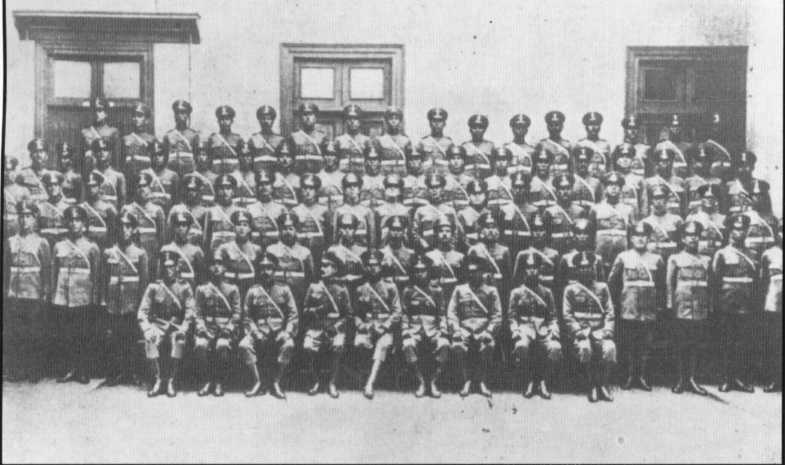
Clases y Guardias egresados de la Escuela de la Guardia Civil y Policía en septiembre de 1923 y que pasaron a prestar servicio en la 1ª Comisaría - Monserrate.

Como consecuencia de la labor llevada a cabo por la Misión Española, el gobierno dictó el 3 de julio de 1922 un Decreto Supremo disponiendo en su parte resolutiva la creación de la “Escuela de Policía de la República”. La finalidad fue organizar un Cuerpo de la Guardia Civil similar a la Benemérita española, sobre la base de las Gendarmerías de la República. También la de formar otro Cuerpo llamado de Seguridad o de Orden Público sobre la base de la antigua Guardia Civil Urbana y Rural así como de fundar otro Cuerpo más, denominado de Investigación y Vigilancia, con los elementos aprovechables de la Sección de Investigaciones de la Intendencia de Policía y los sargentos primeros, licenciados del Ejército, o de los mismos que prestaban servicio como oficiales asimilados en las Gendarmerías existentes.
La Escuela de Policía de la República constaba de tres secciones:
- La 1.ª, Superior o de Oficiales, para los Cuerpos de Guardia Civil, Seguridad y Vigilancia.
- La 2.ª, Inferior o de Tropa y de Aspirantes a Clases de los mismos Cuerpos.
- La 3.ª, Especial, de Aspirantes a la Sección de Investigaciones y Vigilancia y a su anexa de dactiloscopia.

El Plan de Estudios de la precitada Escuela fue aprobado en octubre de 1922, y comprendía:
- Curso para Oficiales;
- Curso para Investigadores; y
- Curso para la Sección Tropa-Seguridad.[7]

Luego de creada la Escuela de Policía de la República por Decreto Supremo del 3 de julio de 1922, se atendió en primer lugar y de un modo muy escrupuloso al reclutamiento del personal idóneo para la instalación del plantel, consiguiéndose la presentación de candidatos muy honorables y de excelente historia militar para la clase de Capitanes, Tenientes y Alféreces. Para las secciones de clases de seguridad e investigación se atendió con sumo cuidado a los antecedentes de conducta e instrucción y con tal medida se consiguió un personal que hizo honor, el día de la inauguración de la escuela, a sus reclutadores e instructores.
El local elegido para la Escuela de Policía de la República fue el del antiguo “Hospicio de la Misericordia y Hospital de Insanos”, ubicado en la Avenida Sebastián Lorente Ibáñez №769 (antes Avenida de los Incas) del tradicional barrio del Cercado, el cual se hallaba en estado ruinoso, decidiéndose que las obras de restauración y adaptación, las cuales ya habían principiado el 1 de abril de 1922, se realicen bajo la inspección personal del Teniente Coronel GCE Señor Pedro Pueyo España, Jefe de la Misión Española, transformándolo y dotándolo de todos los elementos necesarios para el más perfecto funcionamiento de este género de instituciones.
La Escuela de Policía de la República se inauguró el 1 de noviembre de 1922 con el nombre de Escuela de la Guardia Civil y Policía y con la presencia del presidente Leguía, quien presidió la ceremonia, del gobierno en pleno, de los cuerpos diplomáticos y consulares acreditados en Lima, del elemento militar y civil de la población y de la colonia española de Lima, que, respondiendo a la iniciativa sugerida por el Teniente Coronel GCE Señor Pedro Pueyo y España, obsequió al nuevo instituto la “bandera de guerra”.
La inauguración de la escuela se realizó con el descubrimiento de la placa conmemorativa; siguió la de la bendición de la bandera de guerra por el señor Nuncio Apostólico; la entrega de la misma al presidente Leguía: por los padrinos señora Fabiola de Ojeda, esposa del Ministro de España y el Presidente del Casino Español en representación de la colonia española; aceptación de la ofrenda por parte del señor Presidente de la República, entrega de ella al director de la escuela Teniente Coronel GCE Señor Pedro Pueyo y España para que la entregue en aquel momento al plantel. A este acto siguió la entrega de la bandera al abanderado y su escolta, acto seguido el Teniente Coronel GCE Señor Pedro Pueyo y España dirigiéndose a las fuerzas formadas procedió a tomarles el juramento de fidelidad reglamentario, el cual fue respondido con estentórea voz por parte de los alumnos, se efectuó el desfile de todos los alumnos bajo los pliegues de la enseña que juraron defender a costa de su sangre y de la cruz que con ella formaba el Teniente Coronel GCE Señor Pedro Pueyo y España con su espada. Momento solemne que conmovió a todos y cada uno de los asistentes que vivaban al Perú y a la madre patria España.
Se descorrió a continuación el monumento que la gratitud de los nuevos institutos hizo erigir en honor del presidente Leguía. Magnífico busto en bronce que se erguía en el centro del patio de honor de la escuela, acto que realizó la señora Fabiola de Ojeda acompañada del ministro de Relaciones Exteriores, señor doctor Alberto Salomón Osorio y que despertó de nuevo aclamaciones y aplausos en honor del mandatario. Terminada la ceremonia se visitó el establecimiento obsequiando espléndidamente a los invitados.
A pedido del Teniente Coronel GCE Señor Pedro Pueyo y España, a la entrada de la escuela y de modo ostensible, se colocó un rótulo de grandes caracteres, con el lema en que está inspirada la Benemérita Guardia Civil de España: El honor es su divisa, a lo cual el presidente Leguía complementó con la frase: Como en la madre patria.
La Escuela inicia sus actividades el 4 de noviembre de 1922 teniendo como alumnos: 30 Oficiales del Ejército del Perú, de los cuales algunos regresaron a sus Unidades de origen, 19 Alumnos de Investigación y 103 Individuos de Tropa.
Los exámenes fueron presenciados por el Ministro de Gobierno y Policía, así como el desarrollo de algunas clases.
El 1 de marzo de 1922 se realizaron los primeros exámenes que la Misión llamó de “tanteo”, a fin de conocer el estado de la instrucción.
Durante el proceso de formación hubo un porcentaje de aplazados, entre Oficiales y alumnos, del 50% del total de estos, índice alto que comprueba la seriedad y el rigor de la instrucción. En el curso del año académico causaron baja del plantel numerosos alumnos de las diversas secciones, unos por incapacidad profesional y otros por razones de moralidad y disciplina, demostrándose de esta manera que la Misión Española sentó firmemente las bases de los nuevos Cuerpos Policiales.
Los efectivos egresados de la primera promoción de la Escuela de Policía, ocuparon las Comisarías de Lima, constituyendo el Cuerpo de Seguridad.

#### Directores de la Escuela de Policía de la República

##### Directores de la Escuela de la Guardia Civil y Policía
| Nro. | Grado               | Nombre y Apellidos          | Periodo                  |
| ---- | ------------------- | --------------------------- | ------------------------ |
| 1    | Coronel GCE         | Pedro Pueyo España          | 1922-1923                |
| 2    | Coronel GCE         | Bernardo Sanchez Visaires   | 1923-1924 1926-1927 1928 |
| 3    | General GCE         | Antonio Sanchez y Sanchez   | 1924-1925                |
| 4    | Coronel GCE         | Juan Vara Teran             | 1925-1926                |
| 5    | General GCE         | Juan Gil de León            | 1929-1930                |
| 6    | Teniente Coronel EP | Jose F. Vasquez Benavides   | 1930-1931                |
| 7    | Teniente Coronel GC | Emilio Vega y Vega          | 1931-1935                |
| 8    | Coronel GC          | Manuel Pio Portugal Ramirez | 1935-1936                |
| 9    | Coronel GC          | Isaias Moron Marquez        | 1936-1937                |
| 10   | Coronel GC          | Elias Rosas Moran           | 1937-1941 1945 1946      |
| 11   | Coronel GC          | Fernando Rincón Jaramillo   | 1941-1945                |

##### Directores de la Escuela Nacional de Policía
| Nro. | Grado      | Nombre y Apellidos       | Periodo   |
| ---- | ---------- | ------------------------ | --------- |
| 12   | Coronel GC | Jose Cáceres Valdivia    | 1946      |
| 13   | General GC | Teobaldo Castro León     | 1947-1948 |
| 14   | General GC | Guillermo Rivera Ballon  | 1948-1955 |
| 15   | General GC | José Valdivia Stambury   | 1955-1957 |
| 16   | General GC | Luis Rizo Patrón Lembcke | 1957-1958 |
| 17   | General GC | Jose Monzon Linares      | 1958      |
| 18   | General GC | Andrés Arcentales Velez  | 1959      |

##### Directores del Centro de Instrucción de la Guardia Civil
| Nro. | Grado          | Nombre y Apellidos           | Periodo   |
| ---- | -------------- | ---------------------------- | --------- |
| 19   | General GC     | Enrique Canales Gutierrez    | 1959-1961 |
| 20   | General GC     | Julio Samaniego Hilares      | 1961-1966 |
| 21   | General GC     | Antonio Nuñez Vidalon        | 1966-1968 |
| 22   | General GC     | Eduardo Rada Cordova         | 1969-1971 |
| 23   | General GC     | Gastón Zapata de la Flor     | 1971-1973 |
| 24   | General GC     | Manuel Legarda Catalán       | 1973-1974 |
| 25   | General GC     | Humberto Flores Valverde     | 1975-1976 |
| 26   | General GC     | Hector Ordoñez Garcia        | 1977-1978 |
| 27   | General GC     | Ernesto Aguilar Heredia      | 1979-1980 |
| 28   | General GC     | Raúl Pareja Gutiérrez        | 1981      |
| 29   | Coronel GC     | Danilo Agramonte Gutierrez   | 1982      |
| 30   | General GC     | Hector Rivera Hurtado        | 1982-1983 |
| 31   | General GC     | Julio Hernán Alzamora Garcia | 1984      |
| 32   | General GC     | Ruben Romero Sanchez         | 1985      |
| 33   | General FF.PP. | Eduardo Ruiz Botto           | 1986      |

### Desarrollo Institucional del Cuerpo de Guardia Civil y Policía 1923-1988

#### Los años 20 del siglo XX

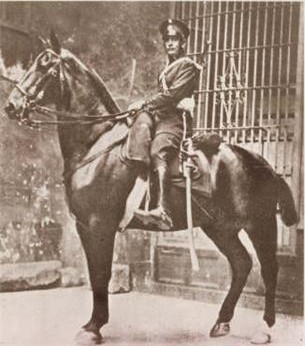
Guardia de Caballería del Cuerpo de Seguridad de la República entre los años 1924 - 1937

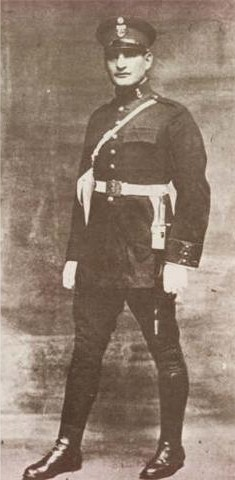
Guardia de Infantería del Cuerpo de Seguridad de la República entre los años 1923 - 1937

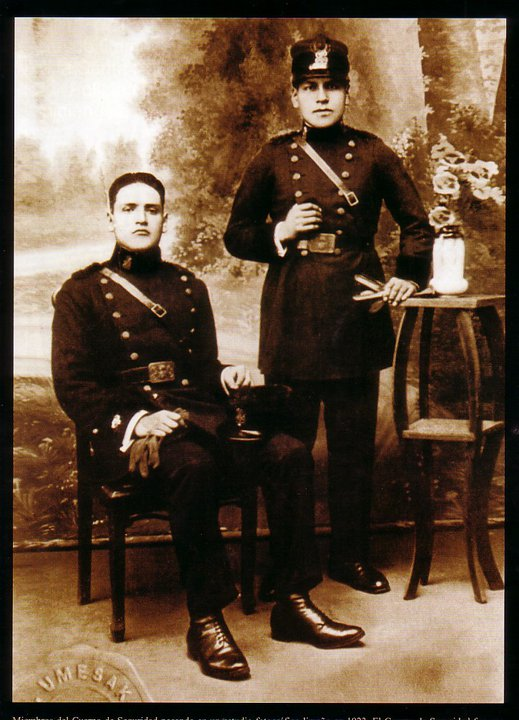
Guardias de Infantería de la 1.ª Comandancia Mixta de la Guardia Civil del Perú en uniforme de gala. Año 1924

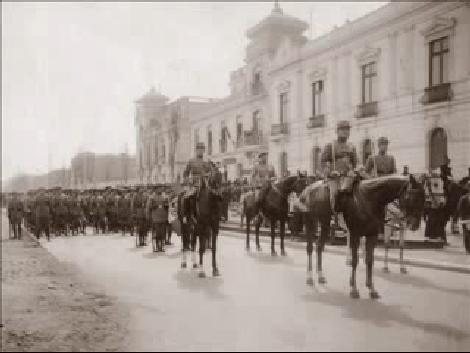
El Coronel GC Antenor Herrera (a caballo) al frente de las tropas de la 2.ª Comandancia de la Guardia Civil, las cuales se encuentran emplazadas en la 1.ª cuadra de la Avenida Alfonso Ugarte, durante un desfile realizado el 7 de junio de 1928.

En cuanto a los primeros uniformes de los nuevos Cuerpos Policiales del Perú estos fueron vistosos y elegantes, revelándose el notable interés de la Misión Española por dar dignidad y prestancia a la nueva Policía peruana. Tanto para el Cuerpo de Seguridad como para la nueva Guardia Civil se introdujeron el uniforme de gala, de media gala y de diario. El personal policial de tropa del Cuerpo de Seguridad salió al servicio con un uniforme hecho de paño fino azul marino tina con vivos y bocamangas de color rojo en la guerrera y con franja roja, en las partes exteriores de la pierna, en el pantalón, gorra de plato elipsoidal del mismo material con cenefa y vivos de color rojo, también usaba el capote con esclavinas (carric), prenda elegante de abrigo de estilo europeo, guantes blancos y polainas negras, mientras que el personal policial de tropa de la Guardia Civil salió al servicio con un uniforme hecho de gabardina color beige y sombrero de fieltro, prenda de cabeza que fue utilizada entre los años 1924 - 1943. El Personal del Cuerpo de Seguridad y de la Guardia Civil usaba en su uniforme de gala, como prenda de cabeza, la teresiana, que era similar al quepís francés, y solamente los oficiales portaban el florete español de gala, modelo 1844, con empuñadura morada. Solo el Personal de Oficiales del Cuerpo de Seguridad como el de la Guardia Civil usaba botas negras de tubo, hechas de cuero y calzando espuelas, esto último solamente en el caso de los Oficiales del arma de caballería.
El Cuerpo de la Guardia Civil, para el área rural, estaba organizado en Puestos, Líneas, Sectores y Comandancias; mientras que el Cuerpo de Seguridad, para el área urbana, estaba organizado en Compañías (Comisarías), Batallones y Regimientos.
Los cuarteles de las antiguas Guardia Civil y Gendarmería fueron ocupados por los nuevos Cuerpos Policiales (Seguridad y Guardia Civil). En el caso de la antigua Guardia Civil sus locales se convierten en las sedes de las Compañías de Seguridad (Comisarías a partir de 1944), a cargo del Cuerpo de Seguridad de la República, pero conservando su misma numeración, por ejemplo el Cuartel N° 1 de la antigua Guardia Civil se denominó "Primera Compañía de Seguridad - Monserrate" dependiente del Cuerpo de Seguridad de la República.
El decreto del 31 de diciembre de 1923 disolvió los Escuadrones (de Gendarmes de Caballería) de la “Guardia de Lima” (con sede en la “Quinta de Presa”), el “Rural de Lima” y el “Escuadrón Provincial” para que sus efectivos pasasen voluntariamente a la Escuela a adquirir la instrucción policial española que los capacitara para formar los Escuadrones (de Caballería) de la nueva Guardia Civil
De esta manera, el Escuadrón de Gendarmes de Caballería "Guardia de Lima" se convierte en Escuadrón de Caballería de Seguridad "Guardia de Lima" y, junto al Escuadrón de Caballería de Seguridad "Provincial" (ex “Escuadrón Provincial” de la Gendarmería de a caballo) pasó a conformar la Caballería del Cuerpo de Seguridad de la República, que era la nueva policía urbana que reemplazaba a la antigua Guardia Civil creada por el Presidente Manuel Pardo y Lavalle en 1873
El Primer Regimiento de Infantería de Seguridad, creado por el Decreto Supremo del 12 de abril de 1923 relacionado con el Efectivo del Cuerpo de Seguridad de la República, se organizó sobre la base de batallones que a su vez agruparon a las Compañías de Seguridad (Comisarías) de Lima. Luego, estas unidades se extendieron en todo el territorio del Perú, con los nombres de Batallones de Seguridad del Norte, del Centro y del Sur, con sedes en Trujillo, La Oroya y Arequipa respectivamente.
El presidente Augusto B. Leguía, con Resolución Suprema emitida el 22 de febrero de 1924, formó un Batallón de Ametralladoras, cuerpo formado por Gendarmes, para seguridad de Palacio de Gobierno y con funciones de resguardo del orden público, al mando del Mayor Teodosio Alejandro Solís.
El 26 de marzo de 1924 mueren el Cabo CS Miguel Gutarra Herrera (quien fue miembro de la Primera Promoción de Clases y Guardias egresada de la Escuela de la Guardia Civil y Policía en septiembre de 1923) y el Guardia CS Nazario Tapia, pertenecientes a la Comisaría de Chorrillos, mientras combatían a delincuentes que se encontraban pescando ilícitamente con dinamita en la Villa de Olaya, convirtiéndose ambos Policías de Seguridad en los dos primeros mártires del Cuerpo de Seguridad de la República que murieron en el cumplimiento del deber.
El 18 de agosto de 1924 se crea la Primera Comandancia Mixta de la Guardia Civil, nombrándose al Teniente Coronel GC Manuel Pío Portugal Ramírez como su primer jefe, con un Batallón de Infantería, compuesto por dos Compañías, y un Escuadrón de Caballería (formado sobre la base de la antigua Gendarmería de a caballo). Sus elementos iniciaron su instrucción el mismo mes, egresando en 1925, siendo destacados los Guardias Civiles de las dos Compañías de Infantería al Cuartel San Lázaro (que fuera sede del Batallón de Gendarmes de Infantería N.º 2), ubicado en la Calle Matamoros, en el Rímac, y los del Escuadrón de Caballería al Cuartel ubicado en la esquina de los jirones Conchucos y Teniente Rodríguez, en los Barrios Altos, Lima, cuartel que, luego de que se inaugurara el 30 de enero de 1937 el nuevo Cuartel de la 1.ª Comandancia de la Guardia Civil en la Avenida 28 de Julio N.º 1644 del Distrito de La Victoria y que en 1984 fuera denominado "Teniente General GC Jorge Monge Llanos" (hoy cuartel de Radio Patrulla, del Escuadrón de Emergencia y del Escuadrón de Desactivación de Explosivos de la Policía Nacional del Perú), pasaría a ser sede del Escuadrón de Caballería de la Escuela de Guardias de la Escuela de la Guardia Civil y Policía hasta fines de 1965 en que se traslada al Centro de Instrucción de la Guardia Civil (hoy Escuela de Oficiales de la Policía Nacional del Perú) “Mariano Santos” en la Campiña, Chorrillos.
Por Decreto Supremo del 1 de agosto de 1925 se crea la 2.ª Comandancia de la Guardia Civil (2-CGC) la cual fue organizada, en su origen, para establecer la Policía Aduanera en el Perú y por lo tanto prestar servicio de Aduanas en el litoral del país.
El gobierno de Leguía en el transcurso de agosto a diciembre de 1926, destacó al Departamento de Loreto a la 1.ª Compañía de la 2-CGC al mando del Capitán GC Fernando Fonseca Álvarez que marchó por tierra hasta Iquitos; quedando el resto de la Unidad, que debía egresar al servicio en diciembre de 1926, hasta los últimos días de dicho mes; para cuyo efecto se preparó con antelación un Cuartel en el Castillo del Real Felipe, que debía servir de sede al Comando.

##### La campaña contra el bandolerismo en Cajamarca
Cuando estaba todo ya dispuesto para que la Guardia Civil asumiera el cargo de servicio de Aduanas se da inesperadamente el Decreto Supremo destacando a la 2-CGC en misión especial al Departamento de Cajamarca. Las tropas de infantería y caballería de la 2-CGC, comandadas por el Coronel GC Antenor Herrera, parten el 3 de enero de 1927 llegando, el 12 de febrero de 1927, el 1.er. Destacamento de la 2-CGC al lugar de destino.
La misión que debía cumplir la 2-CGC era reincorporar la provincia de Cutervo al Gobierno Nacional, que estaba en poder de las montoneras del gamonal, hacendado y latifundista Eleodoro Benel Zuloeta.
La campaña contra el bandolerismo en Cajamarca realizada por la 2-CGC duró varios meses, en el curso de dicha campaña muere, el 15 de agosto de 1927, el Guardia GC Alberto Rojas Siancas, que se convierte de esta manera en el primer miembro de la nueva Guardia Civil del Perú caído en el cumplimiento del deber. La campaña culmina con la muerte de Eleodoro Benel Zuloeta, ocurrida el 28 de noviembre de 1927, y la persecución de sus seguidores, por parte de la Guardia Civil, llegando a tomar la Guardia Civil la casa hacienda de Silugan.

##### Después de la campaña contra el bandolerismo en Cajamarca
En 1927 en Lima había siete Compañías de Seguridad (la 1.ª Monserrate, la  2.ª San Andrés, la  3.ª El Cercado, la 4.ª Rimac, la 5.ª Cotabambas, la  6. ª Alfonso Ugarte y la 7.ª La Victoria) y tres Compañías más: la 8.ª para Miraflores, con tres secciones (Miraflores, Barranco y Chorrillos), la 9.ª, con tres secciones (Magdalena, San Miguel, Ancón) y la denominada "Soldado desconocido", que dependían del Primer Regimiento de Infantería del Cuerpo de Seguridad de la República.
El Decreto Supremo del 21 de marzo de 1928, en su parte esencial establece: “Señálase como el Día de la Policía el 30 de agosto de cada año, en el cual se entregarán los premios anuales acordados a los Cuerpos de la Guardia Civil, Seguridad, Investigaciones y Gendarmería y se revistarán las Fuerzas de Policía”. El establecimiento de tal fecha fue con el objetivo de presentar, en parada militar, a las autoridades del gobierno y al país, a las fuerzas de la Guardia Civil y del Cuerpo de Seguridad. Asimismo, celebrar una misa de campaña por los miembros de los Cuerpos Policiales caídos en el cumplimiento del deber y de realizar exhibiciones acrobáticas de habilidad ecuestre, en motocicleta, bicicleta y automóvil, así como demostraciones de destreza en el manejo de las armas y de otros elementos de poder utilizados por los Cuerpos policiales para la captura de delincuentes y para la ejecución de otras tareas propias de la función policial. A su vez, el Presidente de la República impondría condecoraciones y entregaría premios a los jefes, oficiales y personal de tropa que se habían distinguido en el cumplimiento del deber durante el año. La primera fecha del "Día de la Policía" se llevó a cabo en el campo del hipódromo de Santa Beatriz con la asistencia del presidente Leguía. Luego de la parada y desfile de los Cuerpos Policiales, el presidente de la República distribuyó los premios correspondientes.
El 23 de abril de 1928 se promulga la Ley Nro. 6183 que establece la situación militar de los miembros de los Cuerpos de Seguridad, Guardia Civil, e Investigación y Vigilancia del Ministerio de Gobierno y Policía.
Con fecha 14 de enero de 1929 fue creado el Batallón de Tráfico, a mérito de la Ley N.º 6468, para el control vehicular de la Capital del Perú, nombrándose al Mayor GC Edilberto Salazar Castillo como su primer jefe. El servicio lo inició en noviembre de dicho año.

#### Los años 30 del siglo XX
El Presidente Augusto B. Leguía reorganiza las Fuerzas del Cuerpo de Seguridad de la República, mediante Decreto Supremo del 17 de marzo de 1930, disponiendo la autonomía de la función de caballería en la Policía, y los Escuadrones de Caballería de Seguridad Guardia de Lima y Provincial se convierten en el Primer Regimiento de Caballería de Seguridad, trasladándose completamente la Unidad de Caballería Policial, jinetes y caballos, de la “Quinta de Presa” al Cuartel “El Potao”, ratificándose al Coronel GC Manuel Rufino Martínez Martínez como Primer Jefe del Primer Regimiento de Infantería de Seguridad y nombrándose al Teniente Coronel GC Manuel Pella Cáceda como Primer Jefe del Primer Regimiento de Caballería de Seguridad con sede en el Cuartel “El Potao”.
El 16 de junio de 1930 el Batallón de Ametralladoras se transforma en unidad mecanizada pero el 5 de septiembre de 1930 es desactivado por la junta militar presidida por el Comandante EP Luis Miguel Sánchez Cerro, disponiendo este el pase de aquella unidad al Ministerio de Guerra, pretextando que el orden estaba asegurado, sin tener en consideración que esta era una Unidad destinada a prestar servicio policial de seguridad al Presidente de la República, al personal que está a sus órdenes y a las instalaciones del Palacio de Gobierno.

##### Alzamientos militares y la revolución de Trujillo
El 26 de junio de 1931, el Teniente Coronel EP Agustín Cabrera Comandante de la 4.ª División del Ejército del Perú, al mando de los Regimientos de Infantería: Puno N.º 13, Cusco N.º 15 y parte del Regimiento “Zapadores de Ilave” N.º 4, se alzó en armas, junto al Capitán EP Arístides Pachas, logrando deponer a las autoridades y apoderarse del armamento y del ganado del Regimiento de Artillería N.º 4, Unidad militar que si bien no quiso adherirse al movimiento tampoco lo combatió. Cabrera sólo llegó a obtener el control parcial de la Plaza de Armas del Cusco, por lo que el Mayor GC Humberto Flores Hidalgo, a pesar del número reducido de efectivos de la Guardia Civil que tenía a su mando, en gesto valiente y viril, se negó a unirse al movimiento rebelde y a entregar sus armas a los insurrectos.
Luego de que las autoridades fueran depuestas y neutralizado el Regimiento de Artillería N.º 4, el jefe rebelde envió hasta tres comisiones sucesivas de oficiales a pedir la rendición de los Guardias Civiles. El Mayor GC Humberto Flores Hidalgo contestó con los siguientes términos: No me adhiero ni me rindo ataquen si creen conveniente que yo y mis tropas sabremos cumplir nuestro deber, declarando de esta manera que los Guardias Civiles no se plegarían al movimiento insurrecto.
Aunque el jefe rebelde no atacó al cuartel policial, oficiales y personal de tropa de la Guardia Civil bajo la dirección del Mayor GC Humberto Flores Hidalgo y del Capitán GC Carlos Briolo se dedicaron a la tarea de improvisar defensas con sacos de arena, alambradas electrificadas y bombas de mano, estas últimas hechas con materiales proporcionados por particulares y casas comerciales que no simpatizaban con el movimiento, el cual, de la misma manera, se daba en la ciudad de Puno, con la muerte en Paucarcolla del Guardia CS Manuel Gutiérrez Candía. Iniciados los enfrentamientos entre las fuerzas del orden, enviadas desde Lima el 6 de julio de 1931, y los insurrectos, las primeras retomaron el control reponiendo en sus cargos al Prefecto y Subprefecto, logrando la captura del Coronel rebelde.
El 7 de julio de 1932, insurrectos pertenecientes al APRA, procedentes de la Hacienda Laredo, atacaron el Cuartel Militar Teniente Coronel EP Ricardo O'Donovan Córdova, sede del Regimiento de Artillería N.º 1, ubicado en las afueras de la ciudad de Trujillo, con el objetivo de apoderarse del armamento, consiguiéndolo, iniciándose de esta manera la revolución de Trujiillo. Para derrotar a los insurrectos se organizó un Agrupamiento combinado del Ejército y de la Guardia Civil, al mando del Coronel EP Manuel Ruíz Caro, que contó con el apoyo del Cuerpo de Aviación del Perú y de la Marina de Guerra del Perú. Los responsables de la insurrección fugaron, pero a las 02.00 horas del 10 de julio de 1932, los miembros del Ejército, de la Guardia Civil y del Cuerpo de Seguridad, capturados durante la insurrección, fueron asesinados por los insurrectos. 20 miembros de la Guardia Civil y del Cuerpo de Seguridad, entre Oficiales y Personal de Tropa, al igual que 14 miembros del Ejército, fueron las víctimas de la pasión política exacerbada de los insurrectos. Entre los Oficiales de la Guardia Civil, muertos por los insurrectos, estaban el Capitán GC Eduardo Carbajal Loayza y el Teniente GC Alberto Villanueva Gómez pertenecientes a la 5-CGC-Trujillo.
Durante la revolución de Trujillo, la Guardia Civil y Policía perdió 3 Oficiales (el Capitán GC Eduardo Carbajal Loayza, el Teniente GC Alberto Villanueva Gómez y el Alférez GC Humberto Lengua Romero), y 33 Clases y Guardias, quedando heridos un Oficial y 14 miembros de Tropa.

##### Después de la revolución de Trujillo
La Guardia Civil y Policía, para glorificar y honrar a sus Héroes y Mártires caídos en el cumplimiento del deber, inauguró, el 30 de agosto de 1932, en el patio de honor de la Escuela de Guardia Civil y Policía, un cenotafio, de color blanco y de estilo art nouveau, en cuyos lados aparecían placas de mármol con los nombres de los miembros de los Cuerpos de Seguridad y de la Guardia Civil caídos en acciones de armas y en actos del servicio. A ambos lados del cenotafio se levantaban dos mástiles con las banderas del Perú y de la Institución Policial y al pie de ese altar ardía una llama votiva, símbolos del principio y fin de una promesa patriótica. En la parte cimera del cenotafio estaba, hasta 1968, la palabra HONOR, con letras estilizadas, hechas de vidrio y que se iluminaban en las noches; debajo de la palabra HONOR figuraba esculpida en bronce y en alto relieve una alegoría al fuego votivo y debajo de esta la palabra ABNEGACION, abajo de esta estaban los escudos de armas de España y de Perú, separados por una guirnalda, y, debajo de estos, 5 bustos de bronce, esculpidos en alto relieve, de 5 de los primeros héroes y mártires del Cuerpo de Seguridad, de la Guardia Civil y del Cuerpo de Investigación y Vigilancia, como el Cabo CS Miguel Gutarra Herrera, el Guardia CS Manuel Gutiérrez Candia, el Cabo GC Víctor M. Caballero López, el Guardia GC Alberto Rojas Siancas y el Investigador: Vigilante CIV Daniel Zevallos Parra. Debajo había una alegoría esculpida en bronce y en alto relieve denominada EL DEBER y debajo de esta una placa de mármol con la inscripción: Los Cuerpos de la Guardia Civil y Policía a sus héroes caídos en el cumplimiento del deber. 30 de agosto de MCMXXXII. 

#### Los años 40 del siglo XX

##### La Guardia Civil en la Campaña Militar del Norte de 1941
En las diferentes acciones militares ocurridas en la Campaña Militar del Norte y Nororiente de 1941 la Guardia Civil del Perú participa activamente no como tropa auxiliar sino como tropa combatiente teniendo un desempeño notable. En los enfrentamientos que sucedieron en dicha campaña murieron el Teniente GC Alipio Ponce Vásquez y los Guardias GC Neptalí Valderrama Ampuero, Justo Pastor Ismodes Nadal, Leoncio Martel Acosta, Alberto Leveau García, Graciano Ayala Torres y Edgardo Luis Zumarán Carpio.
Antes del conflicto, el frente norte tenía una extensión de 120 kilómetros y estaba a cargo del entonces Teniente Coronel EP Carlos Miñano Mendocilla; 22 puestos de la Guardia Civil constituían la Línea de Vigilancia.
En la mañana del 5 de julio de 1941 el Ejército adversario intentó incursionar en el territorio peruano iniciando un ataque a los puestos peruanos de Aguas Verdes, La Palma, El Porvenir, Lechugal, Quebrada Seca y Matapalo. La Guardia Civil del Perú, que contaba con medios limitados de combate, por más de 30 minutos se enfrentó al enemigo y contuvo su avance. La intervención del Ejército del Perú cambió el curso de las acciones.
En el ataque y Toma de Huaquillas, mueren, como consecuencia del fuego enemigo al intentar cruzar el río Zarumilla, los Guardias GC Neptalí Valderrama Ampuero (tirador de fusil-ametrallador) y Justo Pastor Ismodes Nadal (su proveedor). El Guardia GC Leoncio Martel Acosta, quien después de haber abatido a varios tiradores del enemigo es capturado por este, en Huaquillas, y asesinado por sus captores. El Guardia GC Alberto Leveau García pierde la vida al lanzarse a la conquista de una trinchera enemiga.
En la batalla de Zarumilla las tropas de la Guardia Civil estuvieron en algunos casos en la vanguardia y en otros integradas a las tropas del Ejército; algunas veces combatieron solas como en la toma de Palo Negro y la acción de Vado Grande; sobresalen las acciones dirigidas por Oficiales de la Guardia Civil, tales como las de Carcabón, por el Teniente GC Alipio Ponce Vásquez; en la quebrada Cazaderos, por el Teniente GC Carlos León Olaya y herido en pleno combate el Alférez GC Miguel Bocángel Cuadros.
En la isla de Payana, también la Guardia Civil del Perú intervino en forma combinada con las Fuerzas Navales Peruanas, participó en la ocupación de la provincia del Oro ejerciéndose el gobierno militar en la zona ocupada.
La Guardia Civil del Perú tiene en el Teniente GC Alipio Ponce Vásquez, ascendido póstumamente a Capitán, su representante más notable en la Campaña Militar de 1941.

##### Después de la Campaña Militar del Norte de 1941
El 7 de enero de 1943, durante el primer gobierno del Presidente Manuel Prado Ugarteche, y siendo Director de la Escuela de la Guardia Civil y Policía el Coronel GC Fernando Rincón Jaramillo, se funda la Banda de Música de la Escuela de la Guardia Civil y Policía, integrada por 27 músicos, siendo su primer Director el notable músico peruano Mayor Constantino Freyre Arámbulo.
Con la reforma del 5 de enero de 1944 los Cuerpos de la Guardia Civil y de Seguridad quedaron fusionados en un Cuerpo denominado Guardia Civil. A tenor de ese mandato gubernamental a los efectivos encargados de prestar los servicios en las poblaciones se les llamó Guardia Civil Urbana y, a los que lo hacían en los campos, Guardia Civil Rural, dando a cada departamento una comandancia.
Dos o más comandancias pasaron a constituir una “Región Policial GC” al mando de un coronel, organizándose así nueve regiones:
- I Región: Tumbes y Piura.
- II Región: Lambayeque, La Libertad y Ancash.
- III Región: Junín, Huánuco y Cerro de Pasco (cuando se convirtió en departamento).
- IV Región: Ayacucho y Huancavelica.
- V Región: Cusco, Puno y Apurímac.
- VI Región: Arequipa, Tacna y Moquegua.
- VII Región: Amazonas, Cajamarca y San Martín.
- VIII Región: Loreto.
- IX Región: Lima, con jurisdicción en Ica, la zona rural de Lima y Callao.

El 8 de junio de 1949 se crea el Escuadrón de Radio Policial, convertido el 11 de agosto de 1949 en la 29-CGC-Radio Patrulla, con 10 carros y el personal de oficiales, tropa y choferes necesario para servirlos, siendo su primer jefe el teniente coronel GC Isaac Ingunza Apolinario. En 1950 se adquirieron 48 unidades motorizadas más y se estableció una central de radio destinada a dirigir el servicio de los patrulleros.

#### Los años 50 Y 60 del siglo XX
En la década del 50 del siglo XX la Guardia Civil y Policía se organizó en diez regiones:
- I Región: Piura.
- II Región: Trujillo.
- III Región: Huancayo.
- IV Región: Ayacucho.
- V Región: Cusco.
- VI Región: Arequipa.
- VII Región: Cajamarca.
- VIII Región: Iquitos.
- IX Región: Lima.
- X Región: Lima.

El Decreto Supremo N.º 38 del 30 de agosto de 1957, en su artículo único, proclama a Santa Rosa de Lima, patrona de las Fuerzas de Policía del Perú.
En la década del 60 del siglo XX la Guardia Civil y Policía se organizó en diez regiones:
- I Región: Piura.
- II Región: Trujillo.
- III Región: Huancayo.
- IV Región: Huanuoo.
- V Región: Cusco.
- VI Región: Arequipa.
- VII Región: Chiclayo.
- VIII Región: Iquitos.
- IX Región: Lima.
- X Región: Callao.
- XI Región: Huaraz.
- XII Región: Tacna.

El 8 de julio de 1961, durante el gobierno del presidente de la República Manuel Prado Ugarteche se crea la Unidad de Servicios Especiales de la Guardia Civil del Perú (USE), compuesta en su mayor parte por personal de tropa licenciada de las Fuerzas Armadas, que posteriormente se incrementó con otras Unidades Policiales similares (como la 41 y la 42 Comandancias de la Guardia Civil). La USE tuvo como misión específica: colaborar y actuar en la conservación del orden público cuando se presenten concentraciones humanas grandes (espectáculos de masas, manifestaciones políticas, paros, huelgas o cualquier otro evento similar).
El sindicalista de tendencia trotskista Hugo Blanco Galdós ataca el 14 de noviembre de 1962 el Puesto GC de Pucyura, causando la muerte del Guardia GC Hernán Briceño Minauro, originando enfrentamientos armados con la Guardia Civil de Asalto. El 24 de diciembre de 1962, ocurre un enfrentamiento entre la Guardia Civil de Asalto y 800 campesinos que atacan a la Policía que retornaba de Chaullay, cayendo muchos cadáveres al río y perdiéndose en él. La lucha antiinsurgente no se detiene y se traslada a Anta y Canchis, siendo capturado Hugo Blanco, el 30 de mayo de 1963, en las orillas del río Sambaraes.
El 4 de febrero de 1964 ocho mil campesinos enfrentan a un destacamento de la Guardia Civil en Pucachupa, en Canchis, resultando 19 personas muertas y 15 heridas.
Por el Decreto Supremo del 30 de junio de 1964 se cambia la denominación de “Día de la Policía” por la de “Día de la Guardia Civil del Perú”.
El Breve Papal del 29 de abril de 1965 firmado en la Ciudad del Vaticano por el papa Paulo VI declara a Santa Rosa de Lima patrona de la Guardia Civil del Perú.

##### Las guerrillas de 1965

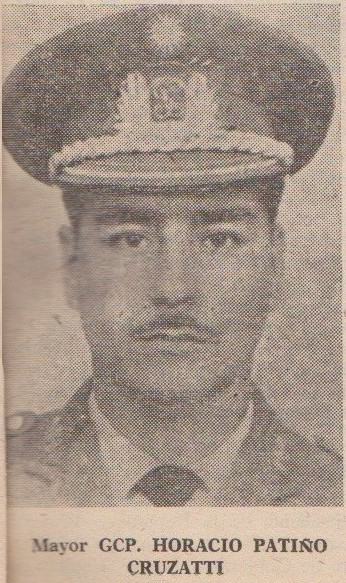
Mayor del arma de Caballería GC Horacio Patiño Cruzatti

Por esa época la zona central de la sierra del Perú se encontraba convulsionada por brotes subversivos. Ocurrieron, por parte de ellos, asaltos a la mina de Santa Rosa y a la hacienda Runatullo. Fue dinamitado el puente Maraynioc y el Puesto GC de Andamarca es tomado por asalto el 7 de junio de 1965, los insurgentes se llevaron como rehenes a los Guardias GC Clemente Espinel Hinostroza y Tomás Rengifo Lozano, habiendo ordenado el Comando de la Guardia Civil la organización de operativos de búsqueda en toda la zona.
Ante esta situación el Mayor GC Horacio Patiño Cruzatti, al mando de una Patrulla de 32 efectivos (compuesta de 3 Oficiales y 29 Clases y Guardias) pertenecientes a la 10-CGC-Huancavelica, recibió la misión de capturar a los subversivos y restablecer el orden en el poblado de Pucutá.
El 21 de junio de 1965 se crea en Mazamari, Provincia de Satipo, Departamento de Junín, la 48.ª Comandancia de la Guardia Civil - Los Sinchis, con la finalidad de que sea una Unidad Policial Contrainsurgente.
El 27 de junio de 1965 la patrulla al mando del Mayor GC Horacio Patiño Cruzatti, es atacada en el desfiladero Lima - Lima (cerro Pucutá – Zona selvática de Huancavelica) por insurgentes del Movimiento de Izquierda Revolucionaria (MIR), muriendo, durante el enfrentamiento, el Mayor GC Horacio Patiño Cruzatti, el Capitán Médico SGP Enrique Torres Gonzáles, el Sargento 2º Artificiero GC Guillermo Zúñiga Medina, el Cabo GC Eleuterio Ventura Huamán y los Guardias GC Carlos Egúsquiza Ames, Alfonso Soto Martínez y Yen Escobedo Garro. Sobrevivieron a la emboscada los Guardias GC Diógenes Valderrama Bravo y Eusebio Gálvez Silvira, que se encontraban en la vanguardia, quienes fueron tomados, por los insurrectos, como rehenes en el caserío de Yahuarina (Huancavelica) siendo trasladados al campamento de los insurrectos en Pucutá, donde fueron obligados a que enseñen a los insurrectos el manejo de las armas usadas por la Guardia Civil, y que los insurrectos tenían en su poder, negándose ambos Guardias, siendo torturados en forma inaudita y luego asesinados en el paraje denominado Llamismachay el 31 de julio de 1965.
Los Guardias GC que lograron eludir la emboscada fueron a informar a las autoridades sobre lo ocurrido, las cuales procedieron a enviar auxilio a los heridos.
Los restos mortales del Mayor GC Patiño y los de los miembros de su patrulla que murieron, durante el ataque, en Pucutá fueron traídos a Lima y velados en capilla ardiente en el Patio de Honor de la Escuela de Oficiales del Centro de Instrucción de la Guardia Civil y Policía, luego fueron trasladados al Cementerio “El Ángel” de Lima, siendo sepultados en el Cuartel "San Carlos" de dicho camposanto, habiendo recibido honores militares por parte de una Compañía, de cuatro secciones con Bandera de Guerra, de Guardias-Alumnos de la Escuela de Guardias del Centro de Instrucción de la Guardia Civil y Policía, la cual estaba alineada a lo largo de la 7.ª cuadra de la Avenida Sebastián Lorente, mientras la Banda de Música del C.I.G.C. tocaba la tradicional marcha militar fúnebre “General Trinidad Morán”.
El 9 de agosto de 1965, entre los poblados de Kiatari y Kubantía, en la provincia de Satipo, Departamento de Junín, es atacado por subversivos un pelotón de Guardias GC que se dirigía rumbo a Kubantía a fin de esclarecer una matanza de campesinos. Durante la emboscada, que ocurrió a 40 kilómetros de Mazamari, murieron el Alférez GC Guillermo Alcántara Mena, Jefe del Pelotón, el Sargento 2º Enfermero SGP José del Carmen Huamán Muñoz y el administrador de la Hacienda “Kiatari” Ingeniero Ismael Castillo Mattasoglio.
Los hechos que sucedieron en Pucutá y en Satipo motivaron la participación de la Fuerza Armada del Perú en la lucha contrainsurgente, disponiendo el gobierno peruano por Decreto del 13 de agosto de 1965 la intervención del Ejército, siendo las tropas de la IV Región Militar las que derrotarían a los insurgentes del MIR en el enfrentamiento ocurrido en Mesa Pelada el 23 de octubre de 1965 y pondrían fin a sus actividades en marzo de 1966.

##### Después de las guerrillas de 1965
El 8 de septiembre de 1965, mediante Ley N.º 15605, el Presidente de la República, Arquitecto Fernando Belaunde Terry, otorgó a la Guardia Civil del Perú el título de Benemérita, como gratitud y estímulo por los servicios prestados a la Nación.
El 22 de abril de 1968, se precipita a tierra la avioneta Heli-Pilatus-Porter PC-6-389 la cual cayó en el campamento del Batallón de Ingeniería "La Breña" del Ejército Peruano, acantonado en Paratushali-Satipo, cuando realizaba el saludo protocolar a su paso por dicha base militar perdiendo la vida, en acto del servicio, el Teniente Coronel GC César Gavilano Gutiérrez, Primer Jefe de la 48-CGC, el Mayor GC José Franco Calderón, los Capitanes GC Miguel Andrade Tramútula y Julio Polo Garibotto y el Capitán SGP Julio Malpartida Pardo y Figueroa, además de los dos pilotos de la Fuerza Aérea del Perú.
El 23 de diciembre de 1969, el Gobierno Revolucionario de las Fuerzas Armadas dictó los Decretos Leyes Nros. 18069, 18070, 18071 y 18072, Leyes Orgánicas de la Guardia Civil, Guardia Republicana del Perú, Policía de Investigaciones del Perú y Servicio de Sanidad de las Fuerzas Policiales, en las cuales se precisaban la Misión, Funciones, situación del Personal, Jerarquía, Régimen disciplinario y las relaciones de cada institución policial con los organismos públicos y privados.
Según el Decreto Ley Nro. 18069 la Guardia Civil del Perú tenía como Misión: mantener el Orden Público, mientras no se requiera el empleo de la Fuerza Armada, y la prevención de los delitos y las faltas.

#### Los años 70 Y 80 del siglo XX

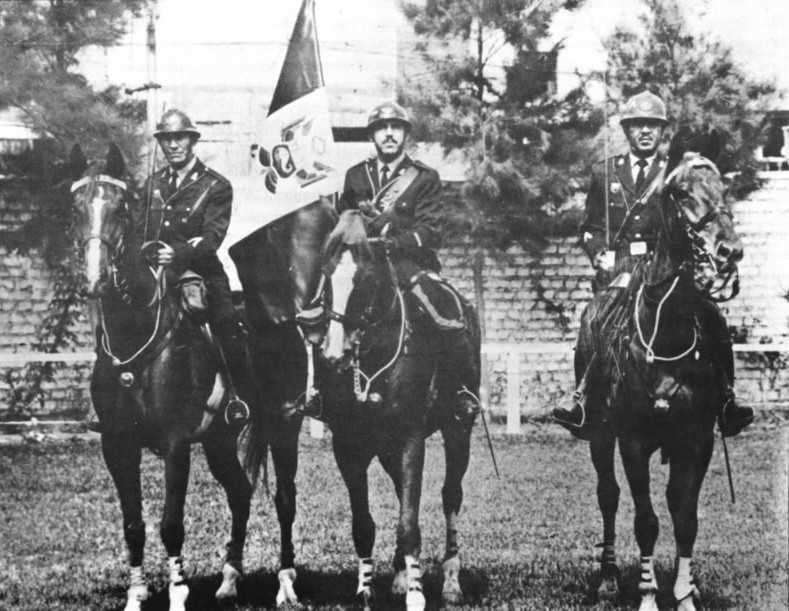
Bandera de Guerra y Escolta de la 24.ª Comandancia de la Guardia Civil del Perú - Caballería. Los Guardias Civiles de la foto están equipados con cascos militares franceses del tipo General Adrian Modelo 1934

En la década del 70 del siglo XX la Guardia Civil y Policía se organizó en cinco regiones:
- I Región: Piura.
- II Región: Lima.
- III Región: Arequipa.
- IV Región: Cusco.
- V Región: Iquitos.

El 20 de enero de 1971, ocurre un accidente aéreo en el cerro Cutuy Padre, de la Provincia de Tarma, al caer el avión Curtis C-46 de la FAP falleciendo 29 personas, dentro de ellas 12 miembros de la Guardia Civil pertenecientes a la 48-CGC, caídos en el cumplimiento del deber, cuando, procedentes de Mazamari -sede de dicha Unidad de la Guardia Civil- de la cual habían salido a las 14:02 horas, retornaban a Lima para hacerse cargo de sus nuevos puestos. Ellos fueron: el Mayor GC Jorge Roberto Zapata Martineau, los Capitanes GC Salvador Oliva Cabrera, Virgilio Ocampo Ponce y Pedro Náquira Flores, el Teniente GC Antonio Regalado Díaz; los Cabos GC Próspero Montenegro Chuqui y Esaú de la Torre Quevedo y los Guardias GC Alberto Espinoza Prado, Truman Saldaña Silva, Jorge Bozeta Piedra, Kenner Sánchez Lozano y Miguel Gálvez Flores. Junto a ellos murieron los Oficiales de la Sanidad de las Fuerzas Policiales: Teniente Coronel Jorge Plaza Roca y el Capitán Luis Sotomayor Candela.
Por Decreto Supremo Nª 003-74-IN, se crea la Dirección de Control de Tránsito, dependiente de la Dirección General de la Guardia Civil, como órgano doctrinario, técnico y normativo en materia de control de tránsito pero sin mando sobre las 30 y 49 Comandancias de la Guardia Civil - Tránsito, que estaban subordinadas a la Segunda Región de la Guardia Civil.
Por Decreto Ley N.º 21147 del año 1975 se crea la Policía Forestal como dependencia especializada de la Guardia Civil del Perú.
Por Decreto Ley N.º 21929 del 13 de septiembre de 1977 el Gobierno Revolucionario de las Fuerzas Armadas del Perú autoriza a la Guardia Civil del Perú establecer la Policía Femenina de la Guardia Civil del Perú.
Mediante el Decreto Supremo N.º 038-77-IN del 7 de octubre de 1977 se crea la Policía Femenina de la Guardia Civil del Perú con la finalidad de que, inicialmente, cumpla labores de protección al menor y para que de apoyo a las Unidades de Policía de Tránsito y de Policía de Turismo pertenecientes a la Guardia Civil del Perú.
La Resolución Directoral N.º 3222-77-GC del 28 de noviembre de 1977 autoriza el funcionamiento de la Escuela de Policía Femenina de la Guardia Civil del Perú, fijando su sede en el balneario de San Bartolo, la cual se inauguró el 21 de abril de 1978, habiendo egresado, hasta 1985, ocho promociones de Guardias PF-GC, siendo estas las siguientes:
| Nro. | Promoción                 | Año  | Apelativo        |
| ---- | ------------------------- | ---- | ---------------- |
| 1    | Santa Rosa de Lima        | 1979 |                  |
| 2    | Antonia Moreno de Cáceres | 1980 |                  |
| 3    | Micaela Bastidas          | 1981 | Las Audaces      |
| 4    | 31 de diciembre de 1873   | 1982 | Las Amazonas     |
| 5    | Maria Parado de Bellido   | 1983 | Las Gacelas      |
| 6    | Heroínas Toledo           | 1984 | Las Triunfadoras |
| 7    | Andrea Bellido            | 1985 | Las Invencibles  |
| 8    | Juana Salazar de Coloma   | 1986 | Las Sagaces      |

En 1978 un grupo de oficiales superiores de la Guardia Civil, pertenecientes a la XVI Promoción del curso de oficiales de Estado Mayor del Centro Superior de Estudios de la Guardia Civil, rescata como héroe de la Guardia Civil a Mariano Santos Mateo, el valiente de Tarapacá, durante la Guerra del guano y del salitre; así como la fecha exacta de la creación de la Guardia Civil, el 31 de diciembre de 1873.
Asimismo, otro grupo de oficiales superiores de la misma promoción y de la XV del citado curso, apoyan doctrinariamente al Alto Mando de la Guardia Civil del Perú, en el logro del reconocimiento del término Orden Interno como categoría constitucional y que fuera aprobado por la Asamblea Constituyente de 1979.
Se crean la Policía de Protección de Menores, la Policía de Seguridad del Aeropuerto y la Unidad Móvil de Patrullaje Rural.
Desde 1980 la Guardia Civil del Perú enfrenta el grave problema de la subversión, incrementando sus efectivos, asumiendo nuevas misiones y creando diversas especialidades y nuevas Unidades. De esta manera se crean el Servicio Policial Anti-Guerrilla Urbana (SPAU), la Policía para Vigilancia y Seguridad del Terminal Marítimo del Callao, la Unidad de Protección Bancaria (en 1982), la Policía Aérea (en 1984), la Policía Contra el Robo de Vehículos, el Escuadrón de Rescate y Auxilio de Baja y Alta Montaña, el Escuadrón de Neutralización de Explosivos y la Sub Unidad de Acciones Tácticas (SUAT).
Como consecuencia de los ataques realizados por los grupos insurgentes Sendero Luminoso y MRTA a los Puestos Policiales de la Guardia Civil ubicados en las zonas rurales, de la sierra y de la selva, y en las ciudades principales de provincias, la Guardia Civil repliega gran parte de dichos Puestos Policiales para concentrarlos en sus principales unidades policiales regionales, departamentales y provinciales.

### Unificación de las Fuerzas Policiales
El presidente Alan García Pérez, en su primer gobierno, inició el 14 de septiembre de 1985, al amparo de la ley 24294 aprobada por el Congreso de la República, un proceso de reorganización de las Fuerzas Policiales.
El 4 de febrero de 1986, continuando con el proyecto emprendido, se expidieron los Decretos Legislativos Nros. 370, 371, 372 y 373 referentes a la Ley Orgánica del Ministerio del Interior, la Ley de Bases de las Fuerzas Policiales, Leyes Orgánicas de la Guardia Civil, Policía de Investigaciones y de la Guardia Republicana.
El Decreto Legislativo N.º 371 "Ley de Bases de las Fuerzas Policiales" sentó los pilares para la creación definitiva de la Policía Nacional del Perú.
La citada ley establece un comando único (esto es la Dirección General de las Fuerzas Policiales) y la formación también de un solo centro de estudios para la preparación de los oficiales policías (denominado Escuela de Oficiales de las Fuerzas Policiales con sede en el antiguo Centro de Instrucción de la Guardia Civil “Mariano Santos” en La Campiña - Chorrillos) y de una escuela nacional para los guardias y agentes (denominada Escuela Nacional de Policía con sede en el antiguo Centro de Instrucción de la Guardia Republicana en Puente Piedra).
El 7 de diciembre de 1988 fue publicada la Ley 24949 del 6 de noviembre de 1988 que modificando los artículos pertinentes de la Constitución Política del Perú de 1979 crea definitivamente la Policía Nacional del Perú, dicha ley fue dada y promulgada el 25 de noviembre de 1988.
Los objetivos que se buscaron fueron, entre otros, integrar las tres Fuerzas Policiales, hacer un mejor uso de los recursos económicos, desaparecer los conflictos que existían entre ellas originados por “dualidad de funciones” y, sobre todo, ofrecer un mejor servicio a la sociedad.
Con motivo de la unificación de las Fuerzas Policiales la Guardia Civil pasó a denominarse “Policía General” hasta 1991.

## Escalas y Empleos
El orden jerárquico de la Guardia Civil del Perú se estructuraba de acuerdo con el escalafón siguiente:
I. Personal de Oficiales
I.1 Personal de armas o policial
1. Oficiales Generales:
- Teniente General.
- General.

2. Oficiales Superiores:
- Coronel.
- Teniente Coronel.
- Mayor.

3. Oficiales Subalternos:
- Capitán.
- Teniente.
- Alférez.

4. Cadetes:
- Cadete de 4to. año (llamado también Técnico).
- Cadete de 3er. año (llamado también Sub-Técnico).
- Cadete de 2.º. año.
- Cadete de 1er. año.
- Aspirante o Pre-Cadete.[16]

I.2 Personal Auxiliar
I.2.1 Armeros
1. Oficiales Superiores:
- Maestro Armero Asesor Supervisor (equivalente a Teniente Coronel).
- Maestro Armero Jefe Superior (equivalente a Mayor).

3. Oficiales Subalternos:
- Maestro Armero Jefe (equivalente a Capitán).
- Maestro Armero (equivalente a Teniente).
- Armero (equivalente a Alférez).

I.2.2 Profesores de Educación Física y Esgrima
1. Oficiales Superiores:
- Profesor Asesor Supervisor (equivalente a Teniente Coronel).
- Profesor Jefe (equivalente a Mayor).

3. Oficiales Subalternos:
- Profesor de 1ª (equivalente a Capitán).
- Profesor de 2ª (equivalente a Teniente).
- Profesor de 3ª (equivalente a Alférez).

I.3 Personal de Servicios
1. Oficiales Generales:
- General.[19]

2. Oficiales Superiores:
- Coronel.
- Teniente Coronel.
- Mayor.

3. Oficiales Subalternos:
- Capitán.
- Teniente.

II. Personal subalterno
II.1 Personal de armas o policial
1. Suboficiales:
- Suboficial Superior.
- Suboficial de 1ª
- Suboficial de 2ª
- Suboficial de 3ª

2. Clases y Guardias (llamados también Personal de tropa):
- Sargento 1º
- Sargento 2º
- Cabo.
- Guardia.

3. Alumnos de la Escuela de Guardias:
- Guardia-Alumno.

II.2 Personal de servicios
1. Técnicos:
- Técnico de 1ª (equivalente a Suboficial Superior).
- Técnico de 2ª (equivalente a Suboficial de 1ª).
- Técnico de 3ª (equivalente a Suboficial de 2ª).

2. Suboficiales:
- Suboficial de Servicios de 1ª (equivalente a Suboficial de 3ª).
- Suboficial de Servicios de 2ª (equivalente a Sargento 1º).
- Suboficial de Servicios de 3ª (equivalente a Sargento 2º).
- Suboficial de Servicios de 4ª (equivalente a Cabo).
- Suboficial de Servicios de 5ª (equivalente a Guardia).

## Directores

### Directores Generales[22]
| Nro. | Grado               | Nombre y Apellidos            | Periodo               |
| ---- | ------------------- | ----------------------------- | --------------------- |
| 1    | Coronel EP          | Guillermo Rivero de la Guarda | 1919-1923             |
| 2    | General EP          | Pedro Pablo Martínez Ledesma  | 1923-1929             |
| 3    | Coronel EP          | Leonidas Gonzales Honderman   | 1930                  |
| 4    | General GC          | Manuel Pío Portugal Ramírez   | 1930-1931 y 1945      |
| 5    | Teniente Coronel EP | José Vásquez Benavides        | 1931-1932             |
| 6    | General GC          | Isaías Morón Márquez          | 1932-1934 y 1937-1941 |
| 7    | Coronel EP          | Oscar H. Ordoñez              | 1935-1937             |
| 8    | General GC          | Arturo Zapata Vélez           | 1941-1945 y 1948-1955 |
| 9    | General GC          | Edilberto Salazar Castillo    | 1945-1948             |
| 10   | General GC          | Fernando Rincón Jaramillo     | 1948                  |
| 11   | General GC          | Félix del Piélago Stagnaro    | 1955-1956             |
| 12   | Teniente General GC | Alejandro Ismodes Romero      | 1956-1957             |
| 13   | General GC          | José Valdivia Stambury        | 1958                  |
| 14   | General GC          | José Monzón Linares           | 1958-1959             |
| 15   | General GC          | José Urteaga Sanchez Silva    | 1959-1960             |
| 16   | General GC          | Oscar Arteta Terzi            | 1960-1961             |
| 17   | General GC          | Humberto Quea Pérez           | 1961-1964             |
| 18   | Teniente General GC | Manuel Corrales Tello         | 1964-1966             |
| 19   | General GC          | Julio Samaniego Hilares       | 1966-1967             |

### Directores Superiores
| Nro. | Grado                   | Nombre y Apellidos        | Periodo          |
| ---- | ----------------------- | ------------------------- | ---------------- |
| 20   | Teniente General GC     | Jorge Barrios Palomino    | 1967-1971        |
| 21   | Teniente General GC     | Roberto Acosta Rodríguez  | 1971-1975        |
| 22   | Teniente General GC     | Gastón Zapata de la Flor  | 1975-1979        |
| 23   | Teniente General GC     | Humberto Passano Nieto    | 1979-1980        |
| 24   | Teniente General GC     | Juan Balaguer Morales     | 1980 y 1983-1984 |
| 25   | Teniente General GC     | Humberto Catter Arredondo | 1980-1983        |
| 26   | Teniente General GC     | Rodolfo Graham Morales    | 1983             |
| 27   | Teniente General GC     | Juan Valdivia Fuentes     | 1984-1985        |
| 28   | Teniente General GC     | Raúl Pareja Gutiérrez     | 1985             |
| 29   | Teniente General GC     | Carlos Rodríguez Tirado   | 1985-1986        |
| 30   | Teniente General FF.PP. | Carlos Barreto Bretoneche | 1986             |
| 31   | Teniente General FF.PP. | Alberto Bernedo Moscoso   | 1986-1987        |
| 32   | Teniente General FF.PP. | Rubén Romero Sánchez      | 1987-1988        |
| 33   | Teniente General FF.PP. | Cesar Ramirez Perez       | 1988-1991        |

## Vehículos[24]
Autos:
Años 1960s
- Volvo Amazon
- Ford Custom

Años 1970s 
- Dodge Coronet
- Chevrolet Bel Air
- Volkswagen Beatle

Años 1980s 
- Dodge Aspen
- Hyundai Stellar
- Toyota Corona
- Volkswagen Fox